# Zarząd Dóbr Państwowych
Zarząd Dóbr Państwowych – jednostka organizacyjna Ministerstwa Rolnictwa i Dóbr Państwowych powstała w 1919 r., w celu sprawowania zarządu nad dobrami państwowymi (majątkami ziemskimi) oraz wszelkimi innymi dobrami, pozostającymi pod zarządem państwowym w zakresie działania resortu rolnictwa.
Nadzór nad Zarządem sprawował Minister Rolnictwa i Dóbr Państwowych.

## Kierowanie Zarządem
Na czele Zarządu stał naczelnik, który kierował działalnością wszystkich organów Zarządu Dóbr Państwowych. Sprawował nad nią nadzór techniczny oraz służbowy i był za nią odpowiedzialny przed Ministrem. Naczelnik Zarządu referował i przedkładał do zatwierdzenia Ministra wszelkie sprawy zarządu. Do pomocy naczelnika Zarządu miał odpowiednią liczbę inspektorów i referentów oraz urzędników pomocniczych.

## Okręgowe Zarządy Dóbr Państwowych
Utworzone zostały cztery zarządy okręgowe dóbr państwowych:
- I. Zarząd Okręgowy Dóbr Państwowych w Warszawie,
- II. Zarząd Okręgowy Dóbr Państwowych w Radomiu,
- III. Zarząd Okręgowy Dóbr Państwowych w Siedlcach,
- IV. Zarząd Okręgowy Dóbr Państwowych we Lwowie.

## Zakres działania okręgowych Zarządów
Do zakresu działania okręgowego zarządu dóbr państwowych należało:
- przyjmowanie pod zarząd państwowy dóbr na mocy właściwych przepisów i rozporządzeń,
- wykonywanie odpowiednich formalności notarialnych i hipotecznych, dotyczących objętych pod zarząd państwowy dóbr,
- bezpośrednie administrowanie dobrami, pozostającymi pod zarządem państwowym i kontrola nad administracją dóbr, oddanych w dzierżawę lub przekazanych pod zarząd, stosownie do właściwych przepisów i rozporządzeń,
- wypuszczanie w dzierżawę poszczególnych obszarów dóbr, sprzedaż produktów rolnych oraz zawieranie umów na dostawy drogą licytacji w trybie przez właściwe przepisy i instrukcje wskazanym,
- zawieranie dobrowolnych umów na dzierżawę i najem w granicach zatwierdzonych przez Ministra, o ile roczny czynsz nie przekraczał sumy 20 000 marek, a termin trwania umowy nie przekraczał dwóch lat; w wypadku, gdy chodzi o drobne obiekty, Minister mógł upoważnić zarząd okręgowy dóbr do zawierania umów na termin dłuższy;
- zawieranie umów specjalnych w przedmiocie zarządu poszczególnymi obszarami, o ile roczne wynagrodzenie zarządcy w gotówce nie przekraczało 6000 marek i o ile nie zawierały one odstępstw zasadniczych od normalnej umowy, przepisanej przez Ministra;
- zawieranie umów dotyczących sprzedaży drzewa, produktów leśnych oraz innych produktów gospodarczych, o ile suma szacunku nie przekraczała 20 000 marek, a cena sprzedanych przedmiotów nie była niższa od ceny, wyznaczonej przez taksę urzędową, jeżeli taksa taka istniała;
- zawieranie umów na dostawy z terminem nie dłuższym jak rok, o ile cena ogólna dostaw nie przekraczała 20 000 marek;
- dokonywanie naprawy i robót budowlanych oraz wprowadzenie ulepszeń, o ile suma uczynionego na ten cel nakładu nie przekraczała w ciągu roku 10 000 marek dla poszczególnych jednostek gospodarczych;
- kupno i sprzedaż inwentarza martwego i żywego, o ile suma dokonywanej transakcji nie przekraczała 5000 marek dla inwentarza martwego i 10 000 marek dla inwentarza żywego;
- przedkładanie Ministrowi za pośrednictwem Zarządu planów gospodarczych oraz projektów sposobu eksploatacji bogactw naturalnych;
- wykonywanie wszelkich czynności, jakie z istoty administrowania dobrami wynikają, o ile nie były zastrzeżone przez ustawę lub rozporządzenie.

## Skład zarządu okręgowego
Zarząd okręgowy dóbr państwowych stanowili:
- naczelnik zarządu okręgowego dóbr państwowych,
- inspektorzy okręgowi,
- radcowie i referenci,
- inspektorzy i ich pomocnicy,
- nadleśniczowie, leśniczowie i podleśniczowie,
- urzędnicy rachunkowi, kasowi i kancelaryjni,
- gajowi i służba niższa.

## Dodatkowe działy zarządu
Przy zarządzie okręgowym dóbr państwowych czynne były ponadto:
- dział techniczny, złożony z potrzebnej liczby referentów technicznych i techników, którego zadaniem było opracowywanie projektów, udzielanie wskazówek i kierowanie wykonaniem robót technicznych w dobrach, pozostających pod zarządem państwowym,
- dział rachunkowy i kasowy, złożony z potrzebnej liczby urzędników, którego zadaniem było prowadzenie szczegółowej rachuby i kontroli rachunkowej zarządu dóbr stosownie do właściwych instrukcji oraz załatwianie czynności kasowych.

## Lasy państwowe
Lasy państwowe podzielone były decyzją Ministra na nadleśnictwa. Z kolei na wniosek okręgowego zarządu dóbr państwowych nadleśnictwa dzielono na leśnictwa.
Nadleśniczy zarządzał lasami państwowymi na powierzonym sobie obszarze nadleśnictwa, sprawując wszelkie czynności w zakresie działania Zarządu.
Leśniczy pod kierunkiem nadleśniczego sprawowali w odpowiednim zakresie służbę techniczną i wykonawczą w granicach leśnictwa.
Do pełnienia straży i ochrony lasów powołani byli podleśniczowie i gajowi.

## Reorganizacja zarządu okręgowego
Na podstawie rozporządzenie Rady Ministrów z 1920 r. w przedmiocie reorganizacji zarządu dóbr państwowych przekazano sprawowanie bezpośredniego zarządu majątkami państwowymi – w pierwszej instancji referentom rolnym przy starostwach, w drugiej zaś instancji – departamentom rolnictwa i weterynarii przy właściwych urzędach wojewódzkich.